# لويغي كونتي (منافس ألعاب قوى)
لويغي كونتي (بالإيطالية: Luigi Conti)‏ هو منافس ألعاب قوى إيطالي، ولد في 11 سبتمبر 1937 في رانسيو فالكوفيا في إيطاليا.

## وصلات خارجية
- لويغي كونتي على موقع الاتحاد الدولي لألعاب القوى (الإنجليزية)
- لويغي كونتي على موقع أوليمبيديا (الإنجليزية)